# Peaches Goes Bananas
Pour plus de détails, voir Fiche technique et Distribution.
Peaches Goes Bananas est un film documentaire franco-belge réalisé par Marie Losier et sorti en 2024.

## Fiche technique
- Titre : Peaches Goes Bananas
- Réalisation : Marie Losier
- Photographie : Marie Losier
- Son : Marie Losier
- Montage : Aël Dallier Vega et Rémi Gérard
- Production : Tamara Films - Michigan Films
- Distribution : Norte
- Pays d'origine :  France -  Belgique
- Genre : documentaire
- Durée : 73 minutes
- Dates de sortie :
  - Italie : 1er septembre 2024 (Biennale de Venise)
  - France : 5 mars 2025

## Distribution
- Best friend forever

## Distinctions

### Récompenses
- Prix du Jury au festival Chéries-Chéris 2024[1]

### Sélections
- Biennale de Venise 2024[2]
- Festival international du film de Mar del Plata 2024[3]